# Bezoekerscentrum Vlaams Parlement

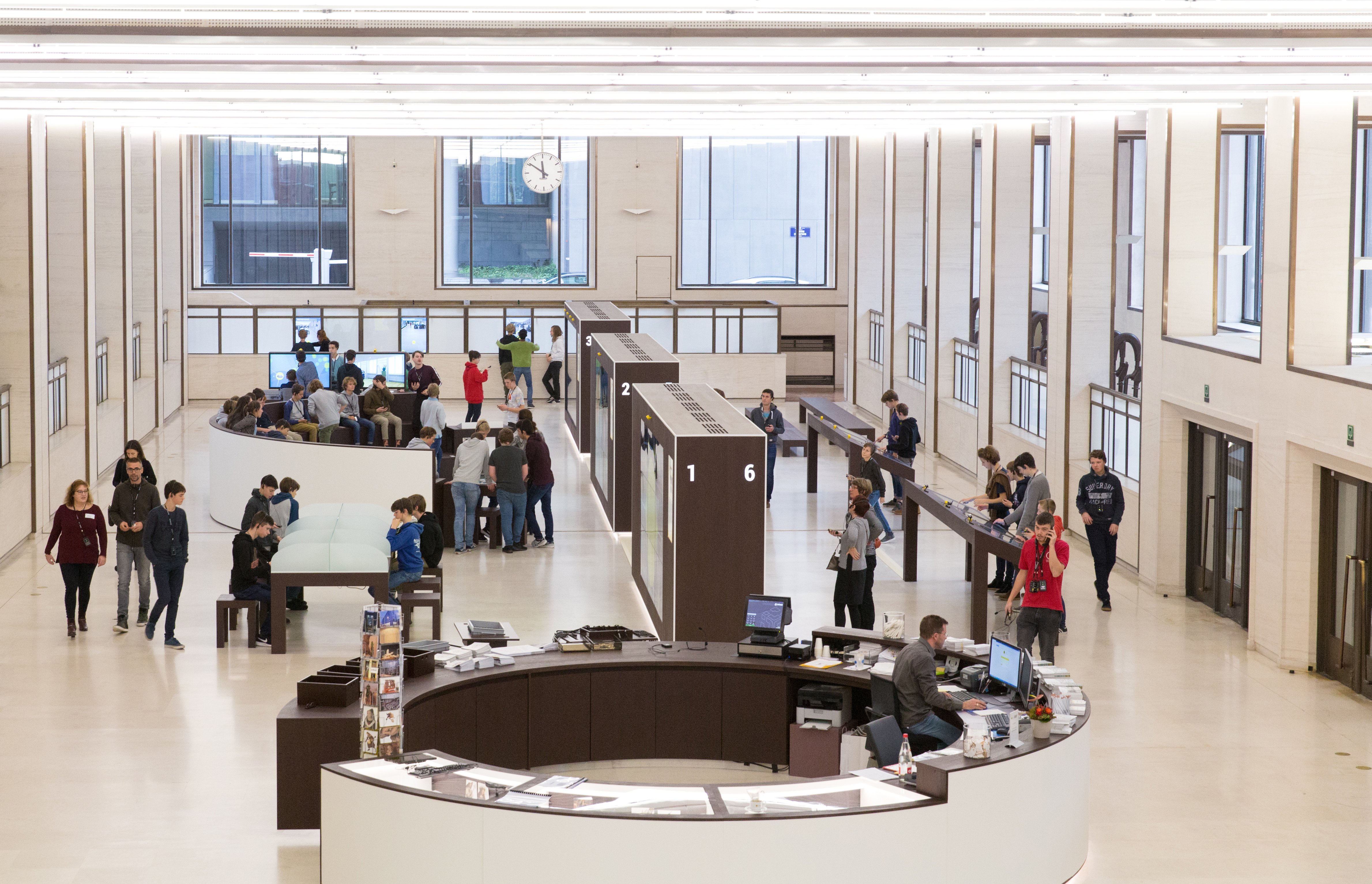
Overzichtsbeeld van het Bezoekerscentrum

Het Bezoekerscentrum Vlaams Parlement is de ontvangstruimte van het Vlaams Parlement, met daarin een tentoonstelling en een eetcafé. De interactieve opstelling informeert bezoekers over de werking, geschiedenis en realisaties van het Vlaams Parlement. Daarnaast vertrekken vandaaruit begeleide bezoeken aan de iconische Koepelzaal en rondleidingen door de parlementsgebouwen.

## Ontstaan
Het Bezoekerscentrum werd officieel geopend op donderdag 15 november 2018 door Jan Peumans, voorzitter van het Parlement.

## Locatie
Het Bezoekerscentrum Vlaams Parlement bevindt zich op de gelijkvloerse verdieping van het Huis van de Vlaamse Volksvertegenwoordigers in Brussel. Deze mooi gerestaureerde modernistische ruimte wordt ook de Lokettenzaal of kortweg De Loketten genoemd omdat daar vroeger duizenden burgers hun loon kwamen ophalen. De zaal is beschermd als monument en werd gebouwd tussen 1937-1946 in opdracht van De Post. De architect is Victor Bourgeois (1897-1962).

## Thema's
De tentoonstelling is opgebouwd rond zes grote thema’s:
1. "De burger kiest": Over verkiezingen en politieke partijen
2. "Het parlement in actie": Over de samenstelling, taken, werking en bevoegdheden van het Vlaams Parlement
3. "Het middenveld mobiliseert": Over het middenveld, het geheel van organisaties die burgers verenigen, hun belangen verdedigen en een belangrijke rol in de samenleving opnemen
4. "Democratie en rechtstaat": Over de geschiedenis van de democratie en de rechtstaat
5. "Het ontstaan van een Vlaamse natie": Over de Vlaamse beweging en de vorming van het Vlaanderen van vandaag
6. "Naar een Vlaamse deelstaat": Over de weg naar meer Vlaamse autonomie en de vorming van een Vlaamse deelstaat

De bezoeker leert meer over het Vlaams Parlement aan de hand van talrijke digitale doe-toepassingen. Zo is er een Stellingenspel waarbij bezoekers kunnen debatteren en stemmen zoals in een echt parlement. Voorts zorgen animaties, 3D-technologie en filmpjes met acteurs voor een toffe beleving.

## Beeldmateriaal

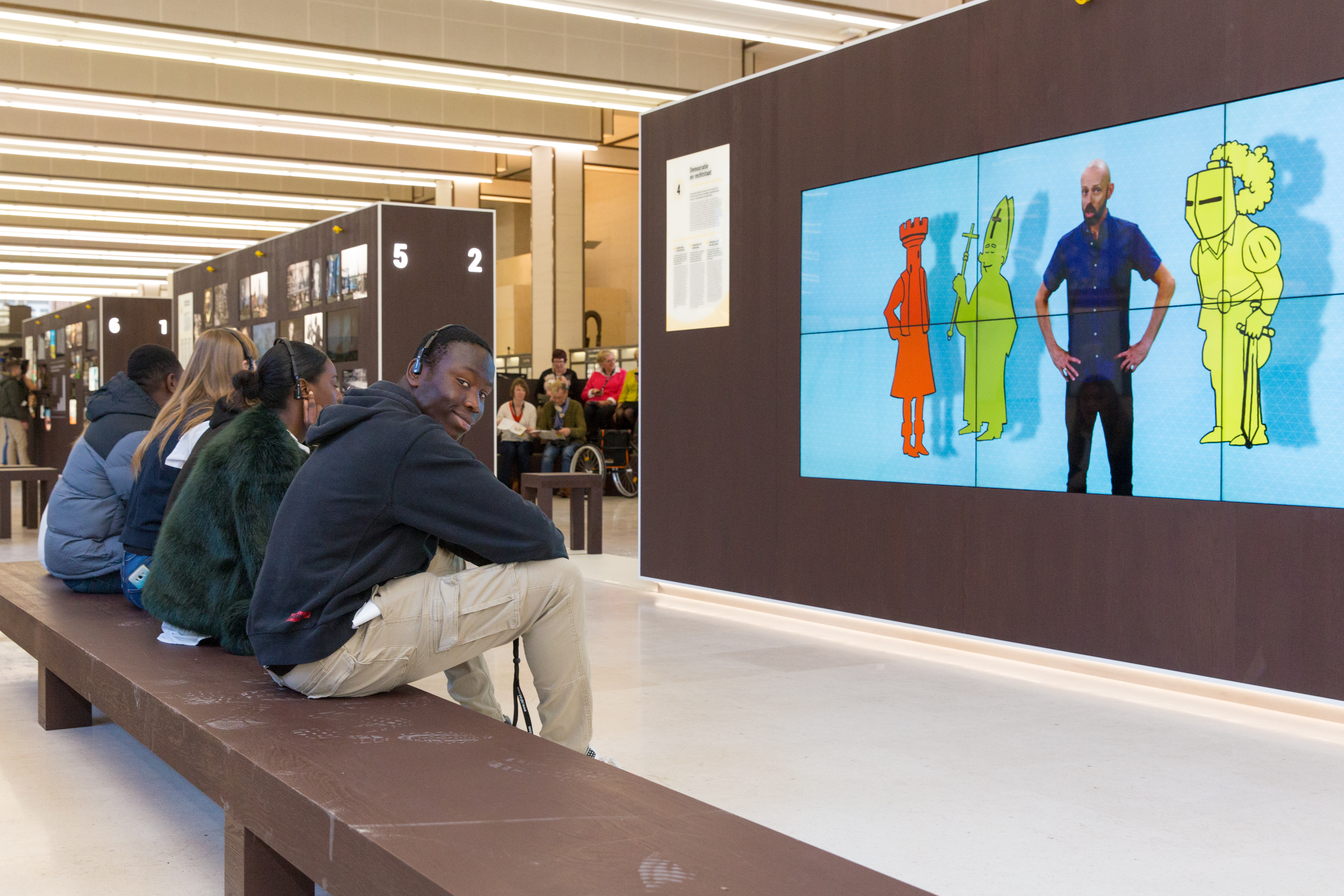
Bekijk animaties en filmpjes

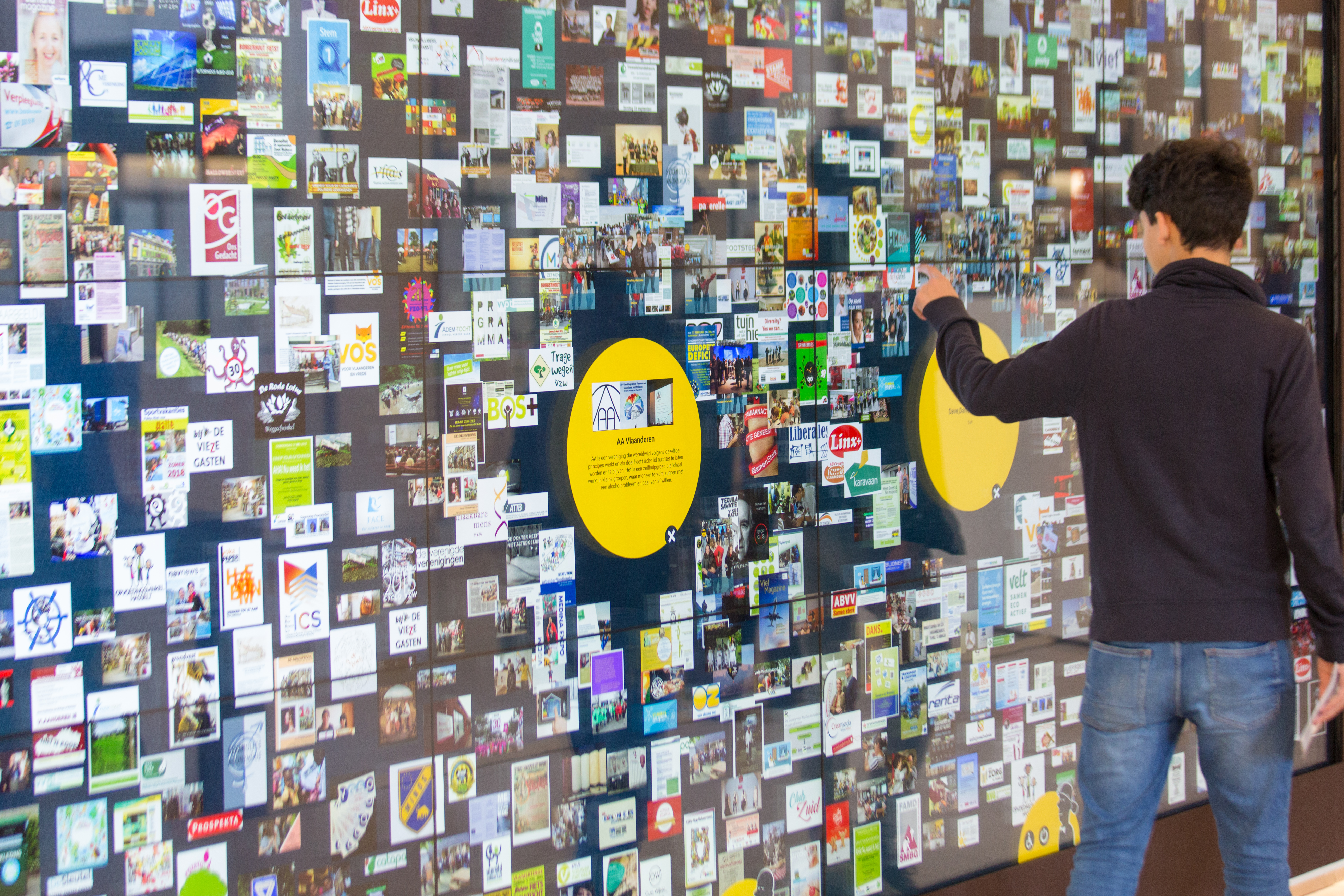
Interactieve toepassingen

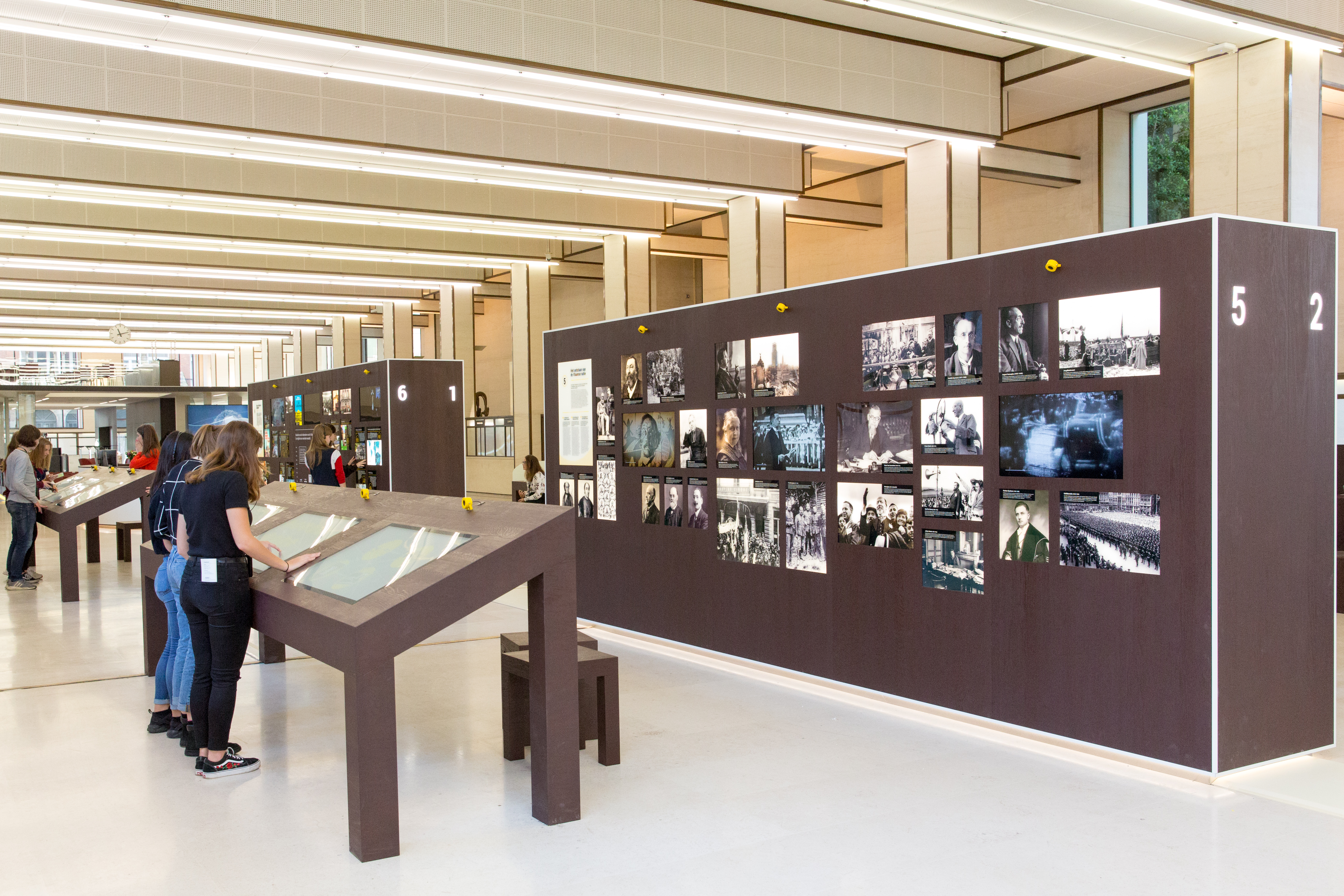
De opstelling

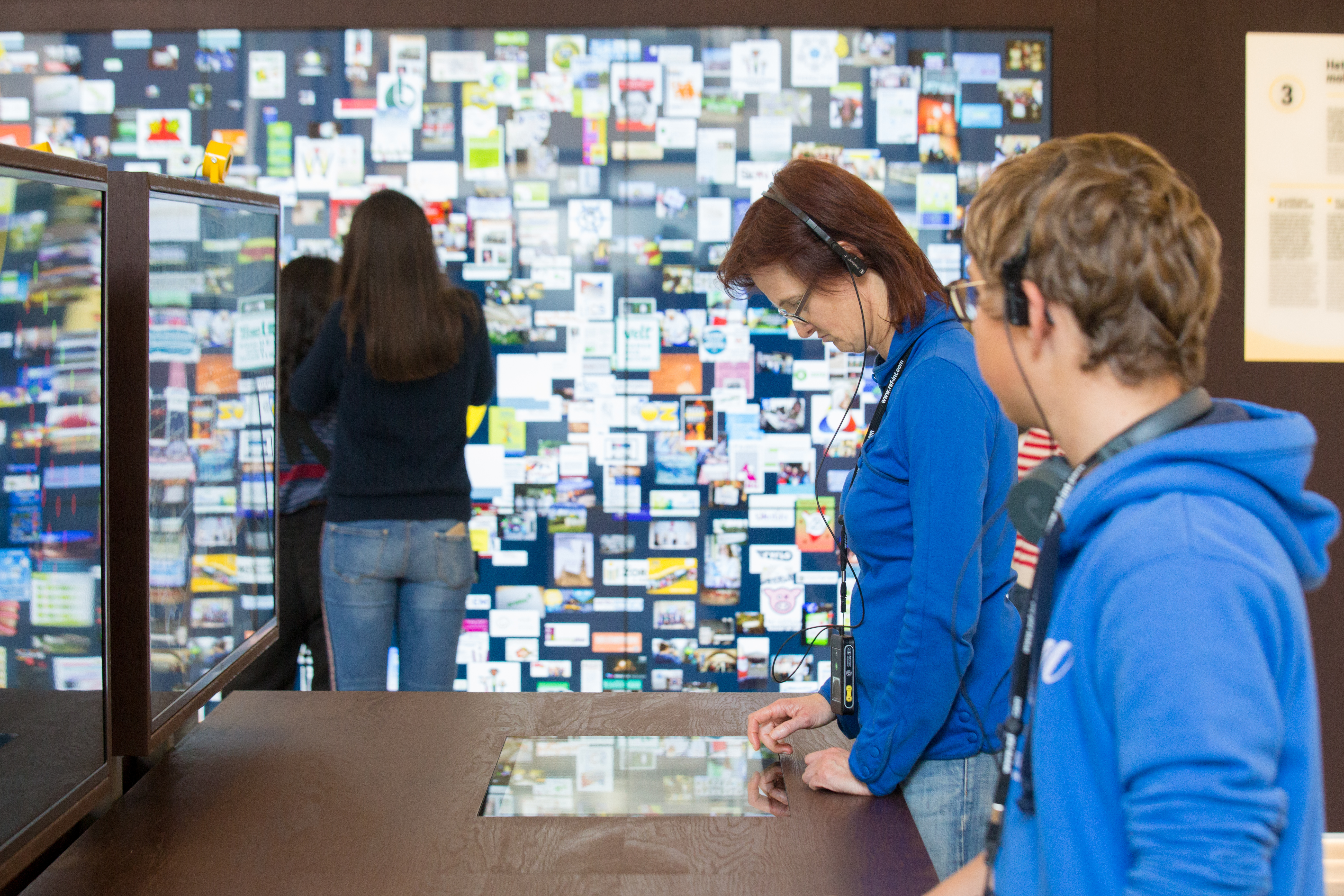
Op het grote scherm ontdek je het middenveld

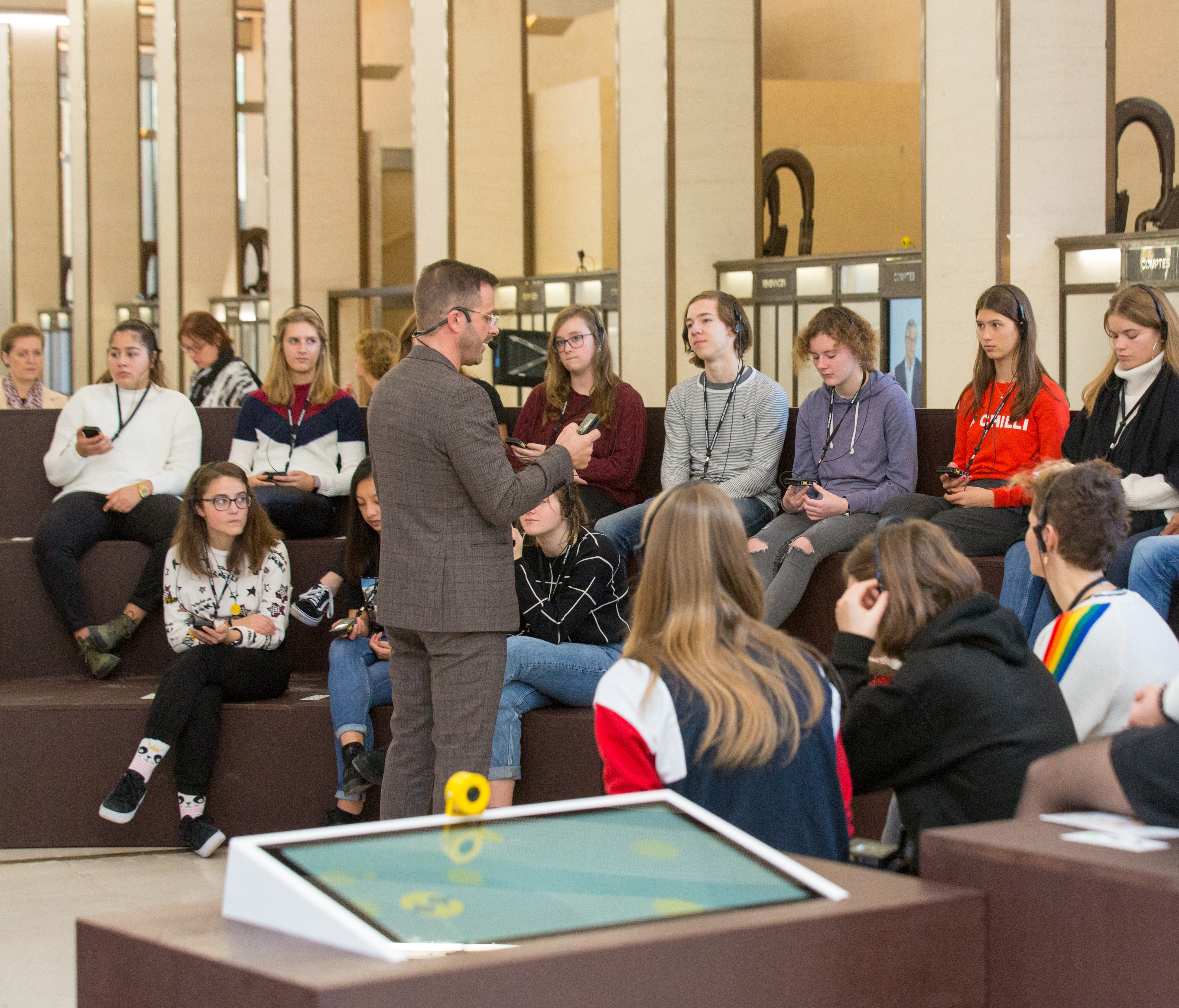
Een klas speelt het Stellingenspel

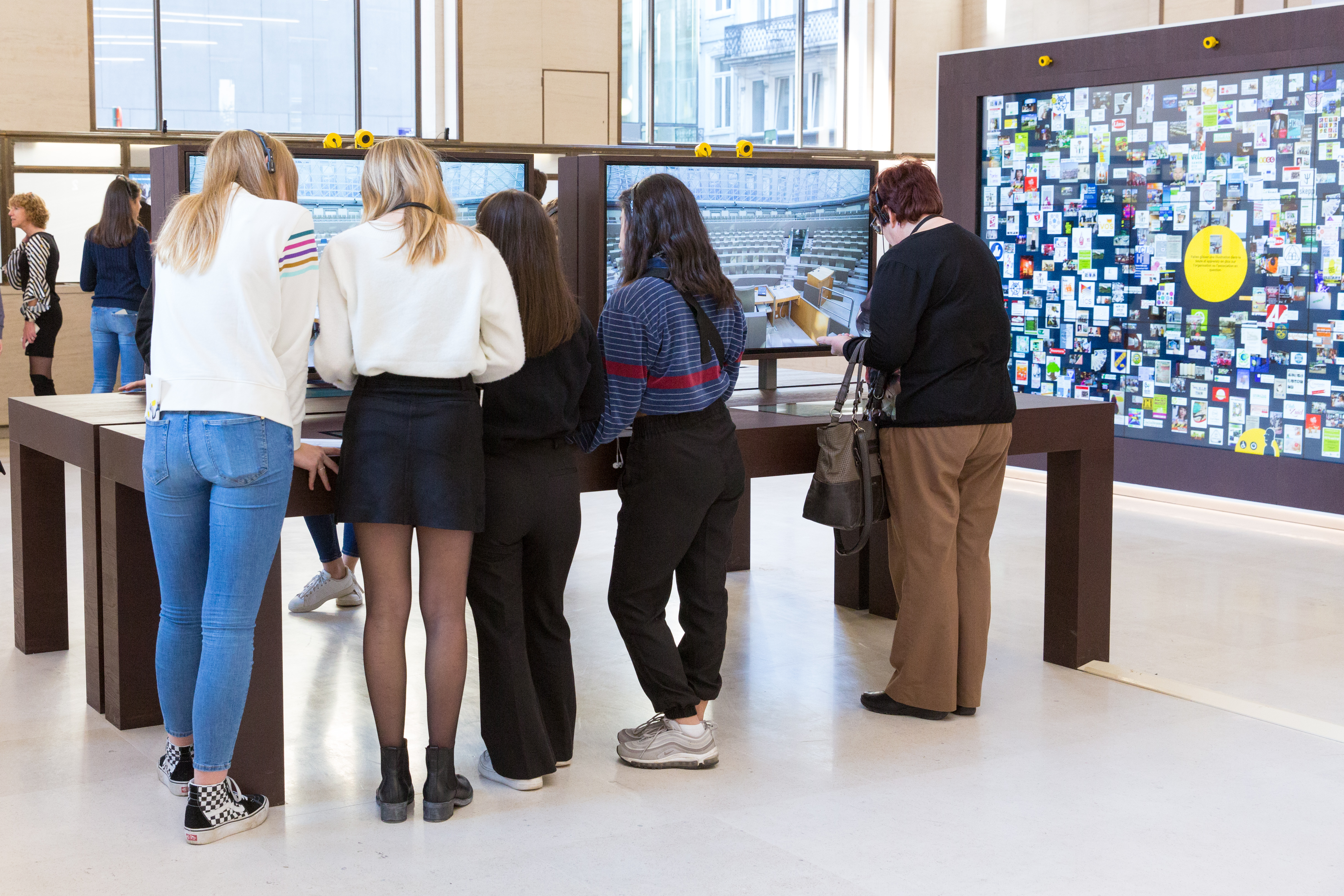
Jongeren ontdekken de interactieve opstelling